# Jamesdicksonia tremuli
Jamesdicksonia tremuli är en svampart som beskrevs av Vánky 2003. Jamesdicksonia tremuli ingår i släktet Jamesdicksonia och familjen Georgefischeriaceae.   Inga underarter finns listade i Catalogue of Life.